# Enneadesmus bigranulum
Enneadesmus bigranulum är en skalbaggsart som beskrevs av Pierre Lesne 1901. Enneadesmus bigranulum ingår i släktet Enneadesmus och familjen kapuschongbaggar. Inga underarter finns listade i Catalogue of Life.